# توماس فيني (محامي)
توماس فيني (بالإنجليزية: Thomas Finney)‏ هو محامي أمريكي، ولد في 1925، وتوفي في 1978.